# Primate Research Institute
Das Primate Research Institute (jap. 京都大学霊長類研究所, Kyōto Daigaku Reichōrui Kenkyūjo, dt. „Institut für Primatenforschung der Universität Kyōto“) ist das nationale japanische Forschungszentrum über Primaten der Universität Kyōto. Das Institut wurde im Jahre 1967 von den beiden Primatologen Kinji Imanishi und Jun’ichirō Itani gegründet. Die Forschungsgebiete umfassen die Biologie, das Verhalten und die Soziobiologie der Primaten sowie die Evolution und die Entwicklung des Menschen. Gegenwärtiger Direktor des Instituts ist der bekannte Primatologe Tetsurō Matsuzawa.
Das Forschungsinstitut liegt in der Stadt Inuyama im Norden der Präfektur Aichi auf der Insel Honshū. An das Forschungsinstitut angegliedert ist das Feldlabor auf der Insel Kōjima, welches dadurch Bekanntheit erreichte, dass dort Japanmakaken zum ersten Mal bei einer „kulturellen“ Handlung, dem Waschen von Kartoffeln, beobachtet werden konnten.

## Geschichte
Das Institut bestand zu Beginn aus zwei Teilbereichen. Der erste Bereich wurde von Kinji Imanishi geleitet, welcher sich auf die Erforschung und Beobachtung von Nichtmenschenaffen in ihren natürlichen Habitaten spezialisierte. Der zweite Bereich wurde von Toshihiko Tokizane von der Universität Tokio geführt, welcher Hirnforschungen an Nichtmenschenaffen betrieb.
Die Gründung geht unter anderem auf einen Vorschlag des Physik-Nobelpreisträgers Shin’ichirō Tomonaga zurück. Tomonaga war Präsident des japanischen Wissenschaftsrats, als er im Jahre 1964 dem damaligen japanischen Premierminister Hayato Ikeda zur Gründung einer nationalen Forschungseinrichtung für Primaten riet. Japanische Forscher hatten zu dieser Zeit bereits langjährige Erfahrung in der Erforschung von Primaten, was unter anderem zu einem speziellen Zweig der Verhaltensforschung an Primaten führte, welche von einer mehr anthropomorphen Betrachtungsweise der Tiere ausgeht. Es gibt vier Abteilungen:
- Abteilung für Evolution und Phylogenie
- Abteilung für Ökologie und Soziobiologie
- Abteilung für Verhaltens- und Hirnforschung
- Abteilung für Zelluläre und Molekulare Biologie